# GMSK
GMSK (ang. Gaussian Minimum Shift Keying) – odmiana modulacji fal elektromagnetycznych stosowana do przesyłu informacji w telekomunikacji. Jednym z najbardziej znanych zastosowań tej modulacji jest system telefonii mobilnej GSM.
W modulacji GMSK, będącej modyfikacją modulacji MSK, impuls prostokątny zastąpiony został impulsem sinusoidalnym. Impuls o kształcie gaussowskim ma mniejsze w porównaniu do impulsu prostokątnego wstęgi boczne i węższe pasmo. Do jego generowania stosuje się filtry o takich charakterystykach, by sygnał prostokątny po przejściu przez filtry miał kształt zbliżony do gaussowskiego. Modulację MSK z impulsami o kształcie będącym aproksymatą impulsu gaussowskiego nazywa się właśnie modulacją GMSK (teoretyczny impuls gaussowski nie jest przyczynowy, nie można go więc zrealizować fizycznie).
Związek pomiędzy szerokością pracy B filtra gaussowskiego a okresem T, definiuje pasmo systemu. Im mniejsza wartość współczynnika BT, tym węższe widmo, ale większa liczba błędów. Konstruktorzy systemu GSM użyli współczynnika BT = 0,3 z szybkością kanałową około 270 kbps. Jest to kompromis pomiędzy błędami a interferencjami między sąsiednimi kanałami, ponieważ ostrzejszy filtr zwiększa przeniki międzysymbolowe i redukuje średnią moc sygnału.
Modulacja GMSK otrzymywana jest przy pomocy dwóch podstawowych metod:
- modulacji częstotliwościowej (modulator FM-VCO);
- kwadraturowej modulacji fazowej (QPSK).